# Культурна травма
Культурна травма — значущі соціальні зміни, що характеризуються зміною умов життя. До загального обігу поняття культурна травма долучив Пйотр Штомпка.

## Динаміка культурної травми
Зміни, що передують культурній травмі пов'язані з травматичними подіями, мають наступні ознаки:
1. є неочікуваними та швидкими;
2. є глибокими і радикальними;
3. сприймаються як подія зовнішньої дії, непідвладна нашому впливу,
4. вони сприймаються як щось відразливе, таке, що руйнує звичне життя.

Культурна травма — це процес, що постійно розгортається і у своїй динаміці проходить декілька етапів.
Серед них можна виділити наступні:
1. середовище виникнення травми або культурне минуле;
2. власне травматична подія чи ситуація — стан напруження, пов'язаний з конкретною соціальною зміною; це порушує звичний спосіб життя, моделі поведінки та мислення;
3. способи визначення, інтерпретації травматичних подій;
4. травматичні симптоми, що проявляються на біологічному, демографічному рівні колективності, на рівні соціальної структури і культури;
5. посттравматична адаптація;
6. подолання травми.

## Приклади культурних травм
Прикладами культурної травми можуть слугувати: війна, Голодомор, переселення, громадянські протистояння, Чорнобильська катастрофа і т. д. Культурна травма відрізняється від індивідуальної травми тим, що впливає на значну кількість населення (окрему його групу або ж ціле суспільство).
Більше того, якщо говорити про Голодомор, то він відбувався серед інших явищ, які теж за всіма ознаками відповідають поняттю «культурна травма». До них можемо віднести колективізацію та розкуркулення як її вагомий елемент. Травми такого масштабу залишають своє відображення і в так званій пам'яті поколінь (коли певні моделі поведінки для яких більше немає об'єктивних підстав проявляються в наступних поколіннях). Адаптація після культурної травми триває як правило до трьох поколінь, до того ж вона назавжди й безповоротно змінює масову культурну ідентичність.

## Особливості поняття
З аналізом культурної травми часто виникає низка проблем. З одного боку, маємо багато фактографічного матеріалу. З іншого, травматична подія досить часто недоступна для пам'яті або репрезентується нею у дещо викривленому вигляді. Оскільки, подати об'єктивну картину не можуть безпосередні учасники подій, то відповідно викривлені уявлення переходять і у пам'ять поколінь. При аналізі культурної травми використовують звертання до таких дефініцій як національна травма або вдаються до психоаналітичних підходів Фройда. Саме в контексті останнього підходу розглядаються ситуації заміщення або витіснення спогадів у недоступну площину, виникає так званий посттравматичний синдром, при якому жертва просто не в змозі відтворювати інформацію зі спогадів. У такому разі апелюють до поняття пошкоджена ідентичність.
Штомпка зазначає, що культурна травма проявляється у трьох сферах:
- демографічна
- культурна
- зміна звичаїв, традицій, характеру масових комунікацій, мовні новації;
- соціальна;
- зміна звичних соціальних відносин